# سنگ فرز

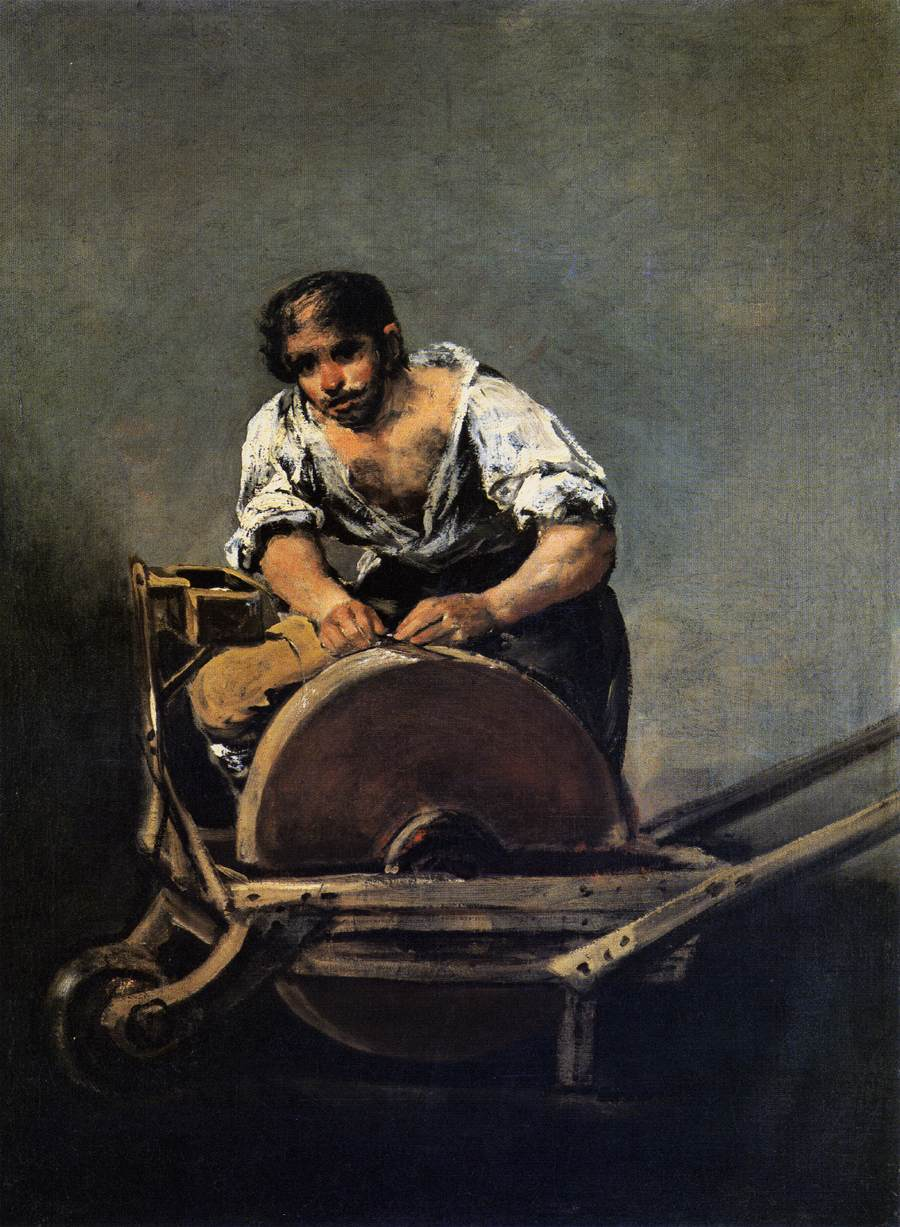
اثر سنگ چاقوتیزکنی توسط گویا مردی را نشان می‌دهد که از یک سنگ آسیاب قابل حمل استفاده می‌کند.

سنگ فرز یا سنگِ تراش (به انگلیسی: Grindstone) (و گاهی سنگ چاقوتیزکنی)، سنگی است که از زمان‌های قدیم برای تراش یا تیز کردن ابزار آهنی استفاده می‌شد. ابزارها با کیفیت سایندگی سنگ تیز می‌شوند که مواد را از طریق اصطکاک از ابزار جدا می‌کند تا لبه ظریفی ایجاد کند. مانند کاغذ سنباده، هر سنگ دارای سنگ‌ریزه متفاوتی است که منجر به ابزارهای تیزتر یا کندتر می‌شود. در استرالیا، مردم بومی با شکل‌دادن مکرر تبرهای سنگی در برابر رخنمون‌های ماسه‌سنگ، شیارهای سنگ‌زنی (grinding grooves) ایجاد کردند.
سنگ‌های فرز از زمان‌های قدیم برای تیز کردن ابزارهای ساخته‌شده از فلز استفاده می‌شده‌است. آنها معمولاً از ماسه‌سنگ ساخته می‌شوند.

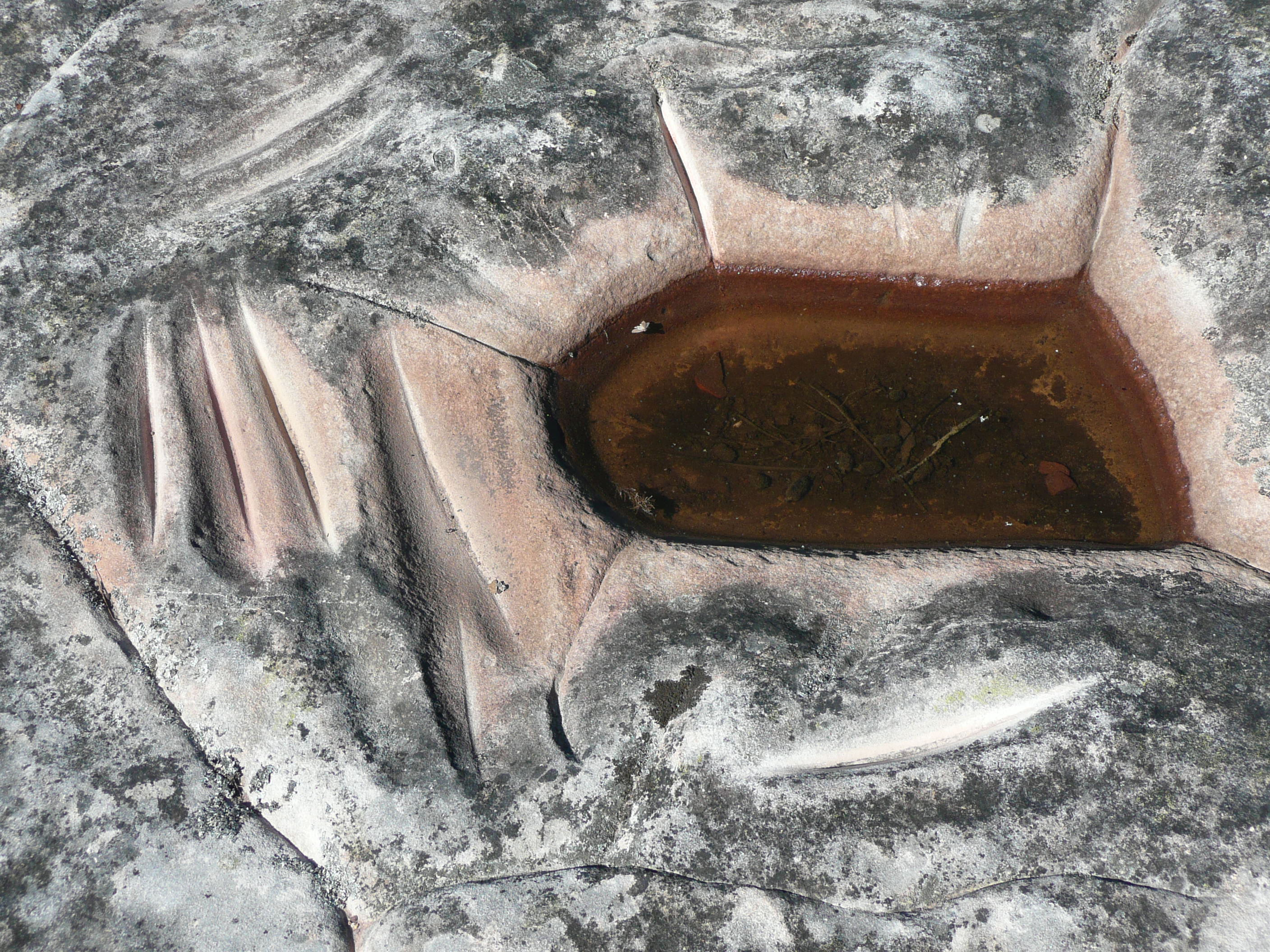
شیارهای آسیاب بومی در کوه‌های آبی، نیو ساوت ولز، استرالیا